# Turma da Mônica Jovem (série de televisão)
Turma da Mônica Jovem é uma série de desenho animado brasileira baseada nas HQ's de mesmo nome, criada por Mauricio de Sousa. A série é uma co-produção entre Cartoon Network Brasil e Mauricio de Sousa Produções, com serviços de animação realizados pela Lightstar Studios, Akula Motion e Split Studio.
A série estreou em 7 de novembro de 2019 no Cartoon Network. Mesmo baseando-se em algumas histórias dos quadrinhos, o enfoque das animações é nos personagens, aprofundando a visão sobre a enorme aventura que é crescer.

## Elenco
| Personagem              | Voz Original      |
| ----------------------- | ----------------- |
| Mônica Sousa            | Agatha Paulita    |
| Cebola Menezes          | Alex Minei        |
| Magali Lima             | Bianca Alencar    |
| Cascão Araújo           | Ítalo Luiz        |
| Milena Sustenido        | Pamella Rodrigues |
| Denise Dutra            | Michelle Giudice  |
| Carmen Frufru           | Priscila Ferreira |
| Marina Takeda           | Bruna Matta       |
| Cascuda Silva           | Flora Paulita     |
| Joaquim Oliveira "Quim" | Lucas Gama        |
| Franja Médici           | Cayo Alburqueque  |
| Titi Lima               | Alexandre Cruz    |
| Do Contra "DC"          | Yuri Chesman      |
| Jeremias "Jerê"         | Robson Kumode     |
| Isadora "Isa"           | Kandy Kathy Ricci |
| Xaveco Lorota           | Gabriel Ebling    |
| Irene                   | Carol Valença     |
| Maria Cebola            | Luiza Porto       |
| Professor Sérgio        | Hugo Picchi       |

## Produção
Um episódio piloto foi realizado em 2014 em co-produção entre o Cartoon Network e a Mauricio de Sousa Produções. Com animação do estúdio Akula Motion, a história de 11 minutos foi veiculada pelo Cartoon Network entre 19 e 26 de outubro de 2015, dividida em cinco partes.
Após o anúncio de uma temporada completa na CCXP de 2017, outros 26 episódios de 11 minutos cada foram produzidos, com animação da Lightstar Studios. Antes da estreia, três episódios foram disponibilizados de forma antecipada para assinantes do serviço Vivo Play; e uma sessão especial, composta de seis episódios, foi exibida pela rede de cinemas Cinemark, em novembro de 2019. A exibição na TV foi dividida em duas partes, com os primeiros 13 episódios lançados semanalmente entre 7 de novembro de 2019 e 30 de janeiro de 2020. Em 13 de setembro de 2021, se iniciou o lançamento diário dos episódios restantes, com os quatro episódios finais exibidos em 16 de setembro de 2021.
Em 27 de junho de 2025, foi disponibilizado simultaneamente no Cartoon Network e na plataforma de streaming Max um episódio especial de 22 minutos. Com animação da Split Studio, a história extra é uma continuação direta que introduz na continuidade da série a personagem Milena, apresentada nos quadrinhos após a produção da primeira temporada.
Os episódios contam com adaptação de Natalia Maeda, Mabel Lopes e Ivan Nakamura, com roteiro final de Natália, story editing de Roger Keesse e supervisão de Marina Cameron e Bruno Honda Leite.

## Episódios
| Temporadas | Temporadas | Episódios     | Transmissão original  | Transmissão original  |
| Temporadas | Temporadas | Episódios     | Início                | Final                 |
| ---------- | ---------- | ------------- | --------------------- | --------------------- |
|            | Piloto     | 5 partes      | 19 de outubro de 2015 | 26 de outubro de 2015 |
|            | 1          | 26 + Especial | 7 de novembro de 2019 | 27 de junho de 2025   |

### Piloto (2015)
| Número (série) | Número (temp.) | Titulo                | Roteiro por | Storyboards por | Exibição original                             |
| --- | -------------- | --------------------- | ----------- | --------------- | --------------------------------------------- |
| 1 | Piloto         | "O Príncipe Perfeito" | Petra Leão  | Marcelo Cassaro | 19 de outubro de 2015 - 26 de outubro de 2015 |
| Durante a montagem de uma peça teatral do Colégio do Limoeiro, a chegada de um desconhecido agita a galera! Mônica e seus amigos precisam lidar com brigas, intrigas e o abalo de uma antiga amizade. Mas o show deve continuar. Inspirado em Turma da Mônica Jovem #9 – "O Príncipe Perfeito". Argumento por Petra Leão. |                |                       |             |                 |                                               |

### 1ª Temporada (2019-2025)
| Número (série) | Número (temp.) | Título                       | Roteiro por                                | Storyboards por                 | Exibição original      |
| --- | -------------- | ---------------------------- | ------------------------------------------ | ------------------------------- | ---------------------- |
| 2 | 1              | "3, 2, 1... Fight!"          | Natalia Maeda                              | Ricardo Sasaki                  | 7 de novembro de 2019  |
| Ao lado de Cascão, Cebola está focado em vencer o 1º Campeonato de Super Treta Fighters do Limoeiro. Mas quando Mônica e Magali decidem entrar no jogo, uma grande mudança nos planos infalíveis acontece. Inspirado em Turma da Mônica Jovem #42 – "Torneio de Games". Argumento por Marcelo Cassaro. |                |                              |                                            |                                 |                        |
| 3 | 2              | "A Balada da Super Lua"      | Mabel Lopes                                | Ricardo Sasaki                  | 14 de novembro de 2019 |
| Quando os planos de Mônica para um luau com a Turma vão por água abaixo, ela precisa aprender a lidar com alguns imprevistos e mágoas. Enquanto um amigo inesperado oferece apoio, a galera descobre as consequências por não falarem a verdade sobre como se sentiam. |                |                              |                                            |                                 |                        |
| 4 | 3              | "Veneno Virtual"             | Ivan Nakamura                              | Eric Vanucci                    | 21 de novembro de 2019 |
| Um blog misterioso faz sucesso, publicando "podres" de algumas pessoas na escola. Todos parecem se divertir com a vida alheia, mas a brincadeira perde a graça quando viram alvo das fofocas. Uma paranoia se instaura. Mônica, incomodada, decide descobrir quem é o bisbilhoteiro anônimo. Inspirado em Turma da Mônica Jovem #57 – "Veneno Virtual". Argumento por Petra Leão.                                                                                  |                |                              |                                            |                                 |                        |
| 5 | 4              | "Neko Café"                  | Natalia Maeda                              | Ricardo Sasaki                  | 28 de novembro de 2019 |
| Após um conflito com seu pai, Magali resolve montar o Neko Café, uma cafeteria especializada em gatos! Mas, em meio a tantas incertezas e medos, ela tem muito o que aprender para ver o seu negócio dar certo... Inspirado em Turma da Mônica Jovem #53 – "Tem Gato no Meu Café". Argumento por Petra Leão. |                |                              |                                            |                                 |                        |
| 6 | 5              | "Luz, Câmera, Cascão!"       | Ivan Nakamura                              | Ricardo Sasaki                  | 5 de dezembro de 2019  |
| A turma se junta para gravar um filme para um Concurso na internet, mas Cascão parece não estar levando o trabalho muito a sério. Ao passarem a noite na escola para completar as filmagens, um visitante misterioso acaba trazendo novos rumos ao que se torna um verdadeiro filme de terror. |                |                              |                                            |                                 |                        |
| 7 | 6              | "Batalha de Quitutes"        | Ivan Nakamura                              | Ricardo Sasaki                  | 12 de dezembro de 2019 |
| Ao ver seu posto ameaçado, Quim entra em uma disputa com Titi para saber quem é o melhor cozinheiro. |                |                              |                                            |                                 |                        |
| 8 | 7              | "Sobre Meninos e Meias"      | Natalia Maeda, Ivan Nakamura e Mabel Lopes | Ricardo Sasaki                  | 19 de dezembro de 2019 |
| É o aniversário do Cascão, e ele acaba de ganhar o grande prêmio em uma competição de parkour. Mônica é encarregada de escolher o presente ideal para ser entregue na festa-surpresa que a turma está preparando, mas Cascão não parece estar muito animado com a data e sua conquista. Mônica percebe que tem algo de errado com o amigo, e faz de tudo para descobrir o que está acontecendo.                                                                    |                |                              |                                            |                                 |                        |
| 9 | 8              | "O Peso de Mil Likes"        | Mabel Lopes                                | Eric Vanucci                    | 26 de dezembro de 2019 |
| Denise está com a reputação manchada nas redes sociais. Quando entra na escola uma nova aluna, Isadora, que é gorda, Denise se aproxima dela na tentativa de parecer tolerante e body positive. Até que a amizade fake começa a se tornar real e Denise tem uma crise de consciência. |                |                              |                                            |                                 |                        |
| 10 | 9              | "Maga Magali"                | Natalia Maeda, Ivan Nakamura e Mabel Lopes | David Mussel                    | 2 de janeiro de 2020   |
| Magali acaba contando para a turma que Tia Nena é bruxa, e é uma zoação sem tamanho, pois ninguém acredita nela. Sentindo-se ofendida, Magali decide provar a todos que feitiços são, sim, reais! |                |                              |                                            |                                 |                        |
| 11 | 10             | "Vote em Mônica"             | Ivan Nakamura                              | David Mussel e Eric Vanucci     | 9 de janeiro de 2020   |
| Para defender a permanência das aulas de filosofia na escola, Mônica e Do Contra montam uma chapa para concorrer ao grêmio estudantil. Só que a chapa adversária ganha eleitores com propostas vazias, mas divertidas. |                |                              |                                            |                                 |                        |
| 12 | 11             | "Nove de Novembro"           | Mabel Lopes, Ivan Nakamura e Natalia Maeda | David Mussel                    | 16 de janeiro de 2020  |
| Mônica faz o maior sucesso ao lançar no podcast de Denise a sua primeira música-solo, Nove de Novembro. Mas a alegria dura pouco quando seu diário, onde está guardada a grande inspiração de suas letras, se perde e vira objeto de curiosidade de toda a escola. O que será que significa esta data para Mônica? |                |                              |                                            |                                 |                        |
| 13 | 12             | "Além de Jurerê"             | Mabel Lopes                                | Ricardo Sasaki                  | 23 de janeiro de 2020  |
| Jeremias e Titi estão treinando para ficarem sarados para uma viagem a Jurerê. É quando surge o convite para participarem de uma oficina de teatro que Isadora vai dar no bairro. Titi acha ridículo, mas Jeremias fica interessado e decide ir escondido. Inspirado em Turma da Mônica Jovem #30 Segunda Série – "Além de Jurerê". Argumento por Felipe Marcantonio.                                                                                              |                |                              |                                            |                                 |                        |
| 14 | 13             | "Será que é Date?"           | Natalia Maeda                              | Ricardo Sasaki e Mário Mattoso  | 30 de janeiro de 2020  |
| Todos os casais do bairro vão participar de um jantar de namorados no food truck da praça. Na zoeira, Mônica chama Cebola para ir com ela e ganharem um desconto fingindo que são um casal, mas Cebola nega o convite. Ele vê a burrada que fez quando Do Contra aceita o convite no lugar dele. Cebola fica transtornado: será que Mônica e Do Contra estarão num date?                                                                                           |                |                              |                                            |                                 |                        |
| 15 | 14             | "Sangue Bom"                 | Natalia Maeda                              | Ricardo Sasaki                  | 13 de setembro de 2021 |
| Magali e Cascão percebem que Xaveco está estranho: parece descolado e seguro de si. Sem poder contar com Mônica, que não desgruda do DC, nem com Cebola, que está deprimido, os dois decidem investigar sozinhos o que está por trás da transformação do amigo. É quando desconfiam que o estranho comportamento de Xaveco tem a ver com uma bebida misteriosa. Inspirado em Turma da Mônica Jovem #89 Primeira Série – "Sangue Fresco". Argumento por Petra Leão. |                |                              |                                            |                                 |                        |
| 16 | 15             | "Uma Brisa de Liberdade"     | Mabel Lopes                                | Ricardo Sasaki                  | 13 de setembro de 2021 |
| Franja é selecionado entre vários cientistas do mundo para testar a mais nova robô com inteligência artificial, a Brisa. Marina, como sempre, deixa suas próprias tarefas de lado para ajudar o namorado. Mas a robô é muito mais autônoma do que o esperado e vai ajudar Marina a perceber que sua relação com Franja poderia ser melhor. Inspirado em Turma da Mônica Jovem #35 Segunda Série – "Amor Reprimido". Argumento por Marcelo Cassaro.                 |                |                              |                                            |                                 |                        |
| 17 | 16             | "Quase Perfeito"             | Ivan Nakamura                              | Eric Vanucci                    | 13 de setembro de 2021 |
| Mônica e DC já estão namorando há três meses, momento em que a paixão inicial passa e os defeitos do outro começam a aparecer. E ela está em crise: DC tem cecê. Ela pede a ajuda das amigas e decide dar pequenas indiretas ao namorado, mas, como ele não se toca, Mônica decide colocar em prática um plano mais drástico. Inspirado em Turma da Mônica Jovem #34 Segunda Série – "O Cecê do DC". Argumento por Marcelo Cassaro.                                |                |                              |                                            |                                 |                        |
| 18 | 17             | "Mestre dos Vilões"          | Natalia Maeda                              | Ricardo Sasaki                  | 14 de setembro de 2021 |
| O Colégio do Limoeiro vai sediar um grande evento e a Turma decide participar do concurso de criação do melhor vilão de quadrinhos! Quem será o vencedor? Inspirado em Turma da Mônica Jovem #31 Segunda Série – "O Mestre dos Vilões". Argumento por Felipe Marcantonio. |                |                              |                                            |                                 |                        |
| 19 | 18             | "Teru Teru Bozu"             | Ivan Nakamura                              | Ricardo Sasaki                  | 14 de setembro de 2021 |
| Uma noite de tempestade. Uma antiga tradição japonesa. Rivalidade entre irmãos. Em meio a tudo isso, Nimbus e Do Contra são assombrados por um espírito do passado. Inspirado em Turma da Mônica Jovem #23 Segunda Série – "Briga entre Irmãos". Argumento por Marcelo Cassaro. |                |                              |                                            |                                 |                        |
| 20 | 19             | "Coração Iluminado"          | Ivan Nakamura                              | Ricardo Sasaki                  | 14 de setembro de 2021 |
| Cebola fica nervoso quando descobre que vai ter que fazer trabalho em grupo com Mônica e Do Contra, que estão namorando. Para lidar com essa situação, ele pede para Isadora ensiná-lo a meditar. |                |                              |                                            |                                 |                        |
| 21 | 20             | "A Sociedade dos Ossos"      | Natalia Maeda, Ivan Nakamura e Mabel Lopes | Ricardo Sasaki                  | 15 de setembro de 2021 |
| Quando Mônica, Cebola, Xaveco e Irene ficam de detenção, eles precisam resolver suas diferenças para decifrarem um grande mistério do colégio do Limoeiro! Inspirado em Turma da Mônica Jovem #28 Segunda Série – "A Sociedade dos Ossos". Argumento por Felipe Marcantonio. |                |                              |                                            |                                 |                        |
| 22 | 21             | "O Mundo da Maria Cebola"    | Mabel Lopes                                | Eric Vanucci                    | 15 de setembro de 2021 |
| Como é um dia típico da Maria Cebola? Magali vai descobrir que a menina é muito mais do que aparenta. Inspirado em Turma da Mônica Jovem #29 Segunda Série – "O Mundo da Maria Cebola". Argumento por Marcelo Cassaro. |                |                              |                                            |                                 |                        |
| 23 | 22             | "Contos Trevosos"            | Ivan Nakamura e Natalia Maeda              | Ricardo Sasaki                  | 15 de setembro de 2021 |
| É Dia das Bruxas! A galera se prepara para uma comemoração regada a Contos Trevosos com os amigos. Mas o surgimento de uma garota misteriosa pode fazer com que as coisas terminem como uma verdadeira história de terror... Inspirado em Turma da Mônica Jovem #39 Primeira Série – "Histórias de Arrepiar". Argumento por Petra Leão. |                |                              |                                            |                                 |                        |
| 24 | 23             | "Capitã Cascuda"             | Ivan Nakamura                              | David Mussel e Eric Vanucci     | 16 de setembro de 2021 |
| O Torneio Colegial de Vôlei se aproxima. Depois de muito esforço para treinar o time, Cascuda espera ser escolhida como capitã, mas... todos preferem a Carmem! Furiosa, Cascuda convoca Mônica, Cebola, Cascão e Magali para formar um time rival e lutar pela vaga na competição. Inspirado em Turma da Mônica Jovem #24 Segunda Série – "A Capitã Cascuda". Argumento por Marcelo Cassaro.                                                                      |                |                              |                                            |                                 |                        |
| 25 | 24             | "A Verdade Segundo o Xaveco" | Mabel Lopes, Ivan Nakamura e Natalia Maeda | David Mussel                    | 16 de setembro de 2021 |
| Depois de ter seu cartão de crédito cancelado, Carmem resolve se aproveitar das teorias mirabolantes de Xaveco para ganhar dinheiro. O que ela não esperava, no entanto, era que o primeiro livro de autoajuda do amigo teria pistas muito importantes para resolver um grande problema... |                |                              |                                            |                                 |                        |
| 26 | 25             | "Natal Descompassado"        | Mabel Lopes                                | Ricardo Sasaki                  | 16 de setembro de 2021 |
| Do Contra deixa Mônica na mão ao viajar para a capital justo quando ela consegue marcar o primeiro show da sua banda. Para não perder a grande chance, ela pede a ajuda de Cebola para substituí-lo na bateria. Cebola se esforça para ajudar a amiga, enquanto a relação entre Mônica e DC estremece pela distância. Será que o namoro dos dois sobreviverá ao Natal?                                                                                             |                |                              |                                            |                                 |                        |
| 27 | 26             | "Um Réveillon Incrível"      | Natalia Maeda                              | Ricardo Sasaki e Mário Mattoso  | 16 de setembro de 2021 |
| No final da temporada, a turma se reencontra em uma grande confraternização para celebrar a virada do ano. Após os eventos do episódio anterior, Cebola e Irene surpreendem a turma ao chegarem acompanhados, espalhando a suspeita de que começaram a namorar. Ainda assim, Mônica tem uma grande revelação a fazer... talvez. |                |                              |                                            |                                 |                        |
| 28 | Especial       | "Incertezas"                 | Natalia Maeda                              | Erica Nagai e Frederico Infurna | 27 de junho de 2025    |
| A Turma está de volta das férias, Milena retorna do intercâmbio e o que seria uma simples festa de boas-vindas torna cenário de novos dilemas. Enquanto reencontros acontecem, Mônica enfrenta a ansiedade diante de um possível pedido de namoro. Tudo isso embalado por muito humor, reviravoltas e uma boa dose de suspense. |                |                              |                                            |                                 |                        |

## Prêmios e indicações
| Ano  | Prêmio                             | Categoria             | Indicação             | Resultado | Ref.  |
| ---- | ---------------------------------- | --------------------- | --------------------- | --------- | ----- |
| 2020 | Grande Prêmio do Cinema Brasileiro | Melhor Série Animação | Turma da Mônica Jovem | Venceu    | [ 5 ] |